# Nada Zeidan
Nada Zeidan (* in Beirut, Libanon) ist eine Bogenschützin, Rallye-Fahrerin und Taekwondo-Sportlerin mit katarischer Staatsbürgerschaft.

## Sportliche Erfolge
- Zeidan war (Stand 2006) Viertplatzierte der arabischen Bogensport-Rangliste.
- 1. Platz (Jahr?) der Marlboro-Rallye Libanon.
- 1. Platz 4. Qatar National Rallye.
- 1. Platz Dubai International Rally.

## Medienberichte
- TV-Sendung Everywoman auf Al Jazeera English vom 17. November 2006, 20:30 Uhr GMT